# 飯香岡八幡宮の夫婦銀杏

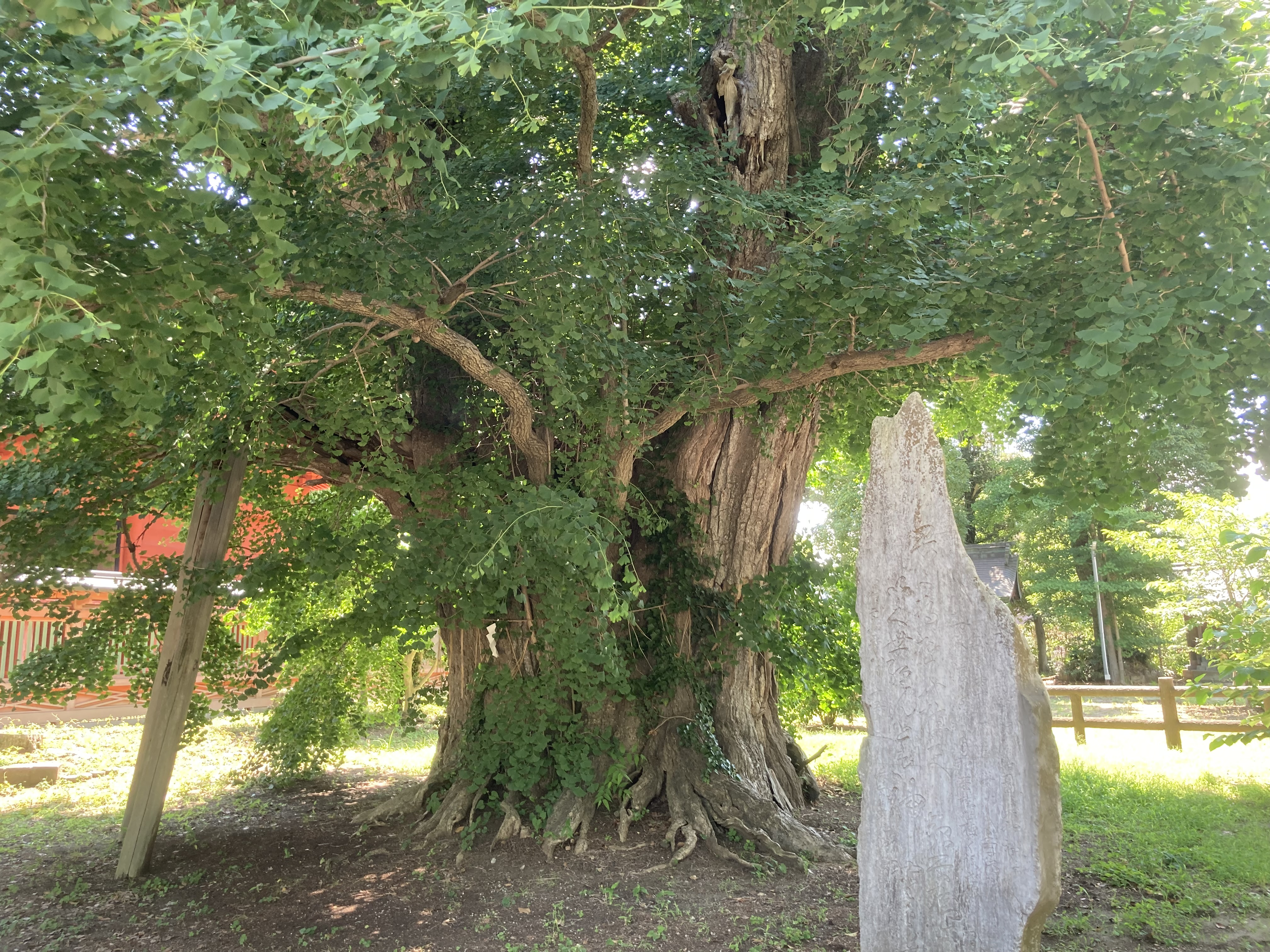
飯香岡八幡宮の夫婦銀杏。2024年6月15日撮影。

飯香岡八幡宮の夫婦銀杏（いいがおかはちまんぐうのめおといちょう）は、千葉県市原市八幡1057番地の飯香岡八幡宮境内にある、県の天然記念物に指定されたイチョウの双樹である。

## 解説
飯香岡八幡宮は白鳳時代に誉田別命（ほんだわけのみこと、応神天皇）を祭神として祀った神社だと伝わっており、後に一国一社の神社として上総総社も兼ねていた。本殿は国の重要文化財に指定されており、イチョウの樹はその本殿に向かって右手に植えられている。目通り幹囲は約11メートル、樹高は双樹の片方が約17メートル、他方が約16メートルに及ぶ。地上2.8メートル以上は二股に分かれて別の樹のようになっているが、これは2本の樹が合着したことによるものである。片方は雌株、もう片方は雄株となっており、このイチョウが夫婦銀杏と呼ばれる所以となっている。

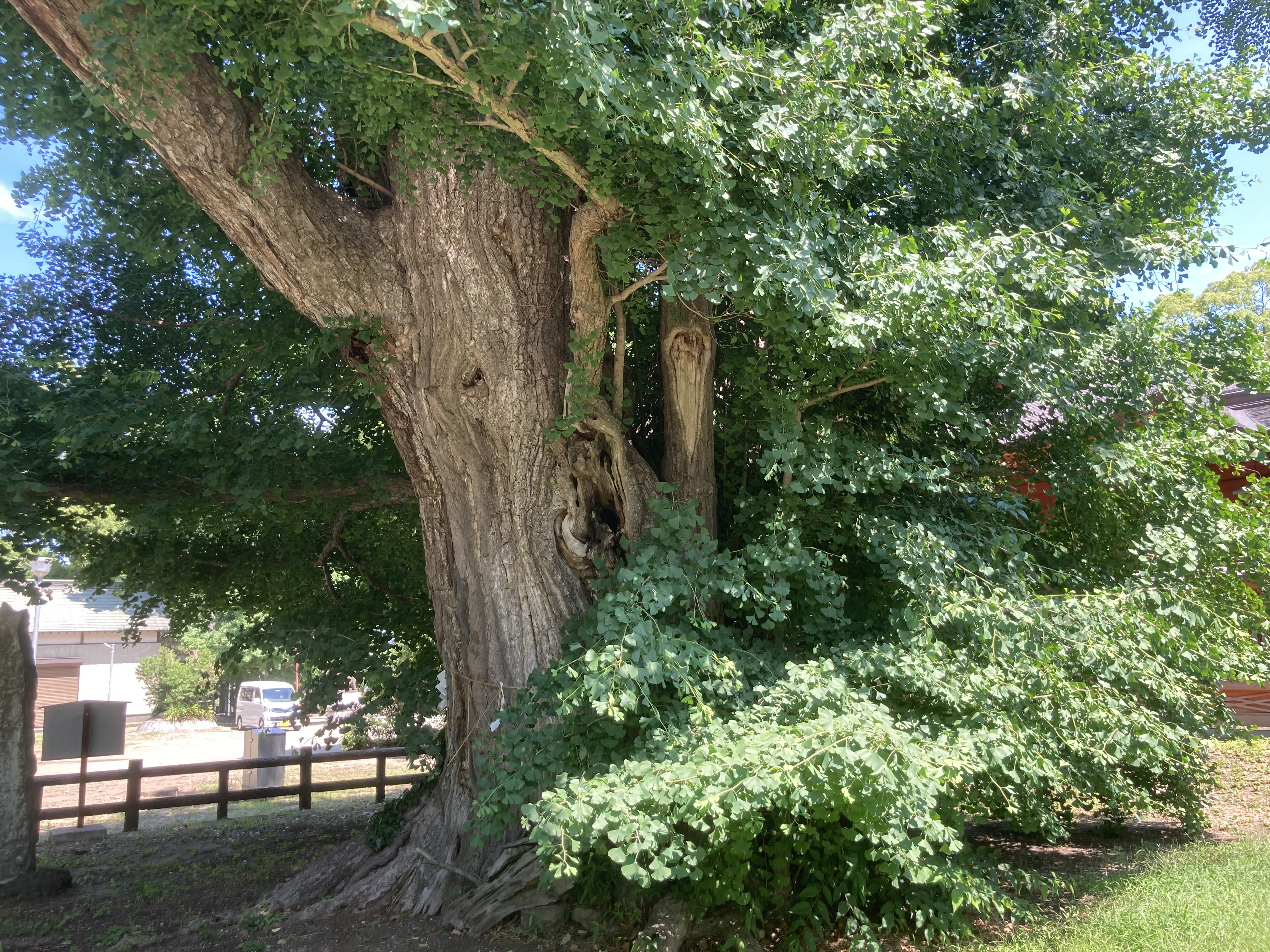
南側から見たイチョウ。2024年6月15日撮影。

樹齢は1200年以上と言われる老木で、飯香岡八幡宮の社伝には、675年3月の八幡宮勧請の際に、勅使の桜町中納言季満がこれを記念して植えたものだと伝わっている。この時に季満が詠んだとされる和歌が、1892年（明治25年）に落合直亮の書で石碑に刻まれることとなった。
女性がこのイチョウの枝や葉を摘んでこれを服用すると乳の出が良くなるという言い伝えがあり、この地域の子は7歳になるまでに必ず例祭に八幡宮に参拝させる慣習があったとともに、イチョウも安産子育ての象徴として信仰された歴史があった。

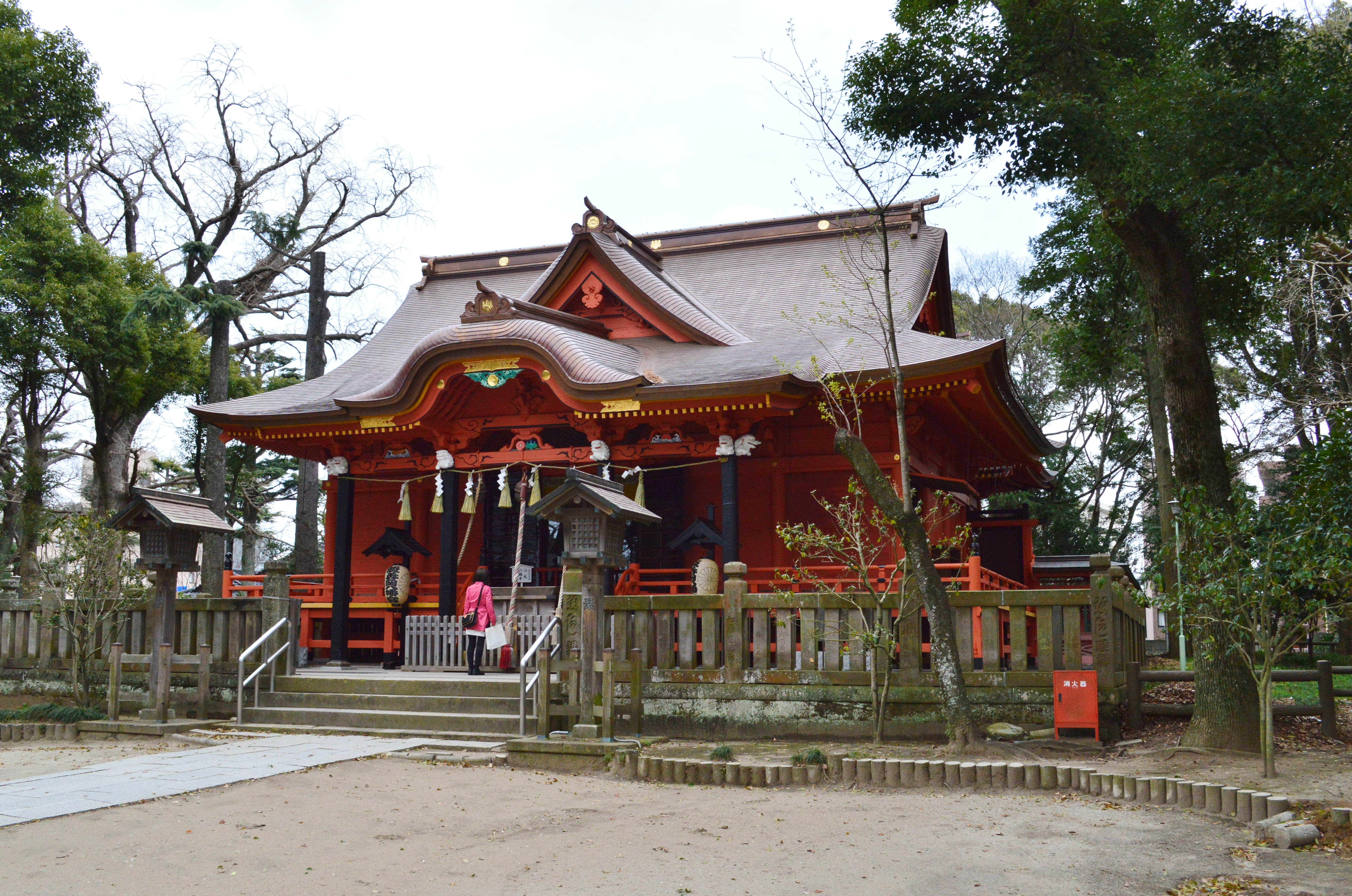
飯香岡八幡宮の本殿。

1935年（昭和10年）7月12日に千葉県の天然記念物に指定された。太平洋戦争後原因不明により枯れかかった時期があったが、柵を設けて人の立ち入りを規制したり、堆肥などの有機肥料や消毒を施すなどした結果、この時は樹勢が回復した。2020年現在、イチョウの太い幹が折れている箇所があるが、そこから旺盛に枝が伸びており、樹勢の回復が見込まれている。
葛飾北斎による版画集『北斎漫画』七編には、「上総八幡の銀杏」として、このイチョウの樹が描かれている。絵の中には樹の太い幹の中に男女二人がおり、これを男二人がよじ登ってのぞき込もうとしている様子が描かれている。

## 交通アクセス
所在地
- 千葉県市原市八幡1057-1 飯香岡八幡宮[4]

交通
- JR東日本内房線八幡宿駅から駅前通りを北西へ徒歩3[5] - 5分[4]
- 国道16号から国道297号へ入り、八幡交差点で左折し県道24号を北東へ進む[5]